# Salzlandkreis
Salzlandkreis – powiat w niemieckim kraju związkowym Saksonia-Anhalt. Powstał 1 lipca 2007 z połączenia powiatów Aschersleben-Staßfurt (z wyłączeniem miasta Falkenstein/Harz, które znalazło się w powiecie Harz), Schönebeck i Bernburg. Siedzibą powiatu jest miasto Bernburg (Saale).

## Wybory
Wybory do Kreistagu w 2007 r.
| CDU | Die Linke | SPD | FDP | WIDAB1 | Zieloni | NPD | ALC² | UWGE³ | UWG Salzland4 | UWG5 | Razem |
| --- | --------- | --- | --- | ------ | ------- | --- | ---- | ----- | ------------- | ---- | ----- |
| 19  | 12        | 12  | 7   | 2      | 2       | 2   | 1    | 1     | 1             | 1    | 60    |

1Inicjatyw Wyborcza „Die Aschersleber Bürger”

2Alternatywna lista Calbe

3Niezrzeszony Związek Wyborców Egeln

4Niezrzeszony Związek Wyborców Salzland

5Niezrzeszony Związek Wyborców Schönebeck

## Podział administracyjny
Powiat Salzland składa się z:
- dziesięciu gmin miejskich (Stadt)
- jednej gminy samodzielnej (Einheitsgemeinde)
- dwóch gmin związkowych (Verbandsgemeinde)

Gminy miejskie
| Lp. | Nazwa gminy miejskiej | Ludność (31.12.2009) | Powierzchnia [km²] |
| --- | --------------------- | -------------------- | ------------------ |
| 1   | Aschersleben          | 29.357               | 156,20             |
| 2   | Barby                 | 9.386                | 44,48              |
| 3   | Bernburg (Saale)      | 35.897               | 113,45             |
| 4   | Calbe (Saale)         | 10.139               | 56,62              |
| 5   | Hecklingen            | 7.552                | 95,34              |
| 6   | Könnern               | 9.403                | 125,15             |
| 7   | Nienburg (Saale)      | 7.092                | 24,55              |
| 8   | Seeland               | 9.082                | 78,79              |
| 9   | Schönebeck (Elbe)     | 34.305               | 85,77              |
| 10  | Staßfurt              | 29.277               | 146,53             |

Gmina samodzielna
| Lp. | Nazwa gminy samodzielnej | Ludność (31.12.2009) | Powierzchnia [km²] |
| --- | ------------------------ | -------------------- | ------------------ |
| 1   | Bördeland                | 8.336                | 91,97              |

Gminy związkowe
| Lp. | Nazwa gminy związkowej | Ludność (31.12.2009) | Powierzchnia [km²] | Liczba gmin |
| --- | ---------------------- | -------------------- | ------------------ | ----------- |
| 1   | Egelner Mulde          | 11.974               | 125,40             | 5           |
| 1   | Saale-Wipper           | 10.805               | 106,87             | 5           |

## Zmiany terytorialne
- 29 grudnia 2007
  - Ze wspólnoty administracyjnej Südöstliches Bördeland (gminy Biere, Eggersdorf, Eickendorf, Großmühlingen, Kleinmühlingen, Welsleben, Zens) utworzono jedną gminę – Bördeland
- 1 stycznia 2008
  - Gminy Freckleben, Drohndorf i Mehringen przyłączono do miasta Aschersleben
- 1 stycznia 2009
  - Przyłączenie gminy Neu Königsaue do miasta Aschersleben
  - Gminy Groß Schierstedt, Schackenthal i Westdorf przyłączono do miasta Aschersleben

Rozwiązanie wspólnoty administracyjnej Aschersleben/Land
  - Przyłączenie gmin Plötzky, Pretzien i Ranies do miasta Schönebeck (Elbe)

Rozwiązanie wspólnoty administracyjnej Schönebeck (Elbe)
  - Przyłączenie gmin Förderstedt i Neundorf do Staßfurt
- 15 lipca 2009
  - Powstanie miasta Seeland z miasta Hoym i gmin Friedrichsaue, Frose, Nachterstedt i Schadeleben

Rozwiązanie wspólnoty administracyjnej Seeland
- 1 stycznia 2010
  - Przyłączenie gmin Breitenhagen, Glinde, Groß Rosenburg, Lödderitz, Pömmelte, Sachsendorf, Tornitz, Wespen i Zuchau do miasta Barby, z jednoczesną zmianą nazwy miasta z Barby (Elbe)
  - Powstanie gminy Bördeaue z Unseburg i Tarthun
  - Powstanie gminy Börde-Hakel z Etgersleben, Hakeborn i Westeregeln

- - Przyłączenie gmin Wiendorf, Cörmigk, Edlau i Gerlebogk do miasta Könnern
  - Przyłączenie gmin Gerbitz, Latdorf, Neugattersleben, Pobzig i Wedlitz do miasta Nienburg (Saale)
  - Przyłączenie gminy Schackstedt do miasta Aschersleben
  - Przyłączenie gminy Amesdorf do miasta Güsten
  - Przyłączenie gmin Baalberge, Biendorf, Gröna, Peißen, Poley, Preußlitz i Wohlsdorf do miasta Bernburg (Saale)
- 1 września 2010
  - Przyłączenie gminy Gatersleben do Seeland